# Reignat
Reignat é uma comuna francesa na região administrativa de Auvérnia-Ródano-Alpes, no departamento Puy-de-Dôme. Estende-se por uma área de 4,13 km². Em 2010 a comuna tinha 388 habitantes (densidade: 93,9 hab./km²).